# VfL Pillau
Der VfL Pillau war ein kurzlebiger Sportverein im Deutschen Reich mit Sitz in der heute russischen Stadt Baltijsk.

## Geschichte
Zur Saison 1943/44 stieg die Mannschaft in die 1. Klasse Ostpreußens auf. Am Ende dieser Saison in der Kreisgruppe A Königsberg, konnte die Mannschaft die Staffel B mit 10:6 Punkten auf dem zweiten Rang abschließen. In der Saison 1944/45 wurden alle Vereine, die noch am Spielbetrieb teilnehmen konnten, in die Gauliga Ostpreußen eingeteilt. Nach zwei Spieltagen war für die Mannschaft aufgrund des Fortschreiten des Zweiten Weltkriegs aber der Spielbetrieb schon wieder zu Ende. Zu diesem Zeitpunkt stand die Mannschaft mit 2:2 Punkten auf dem fünften Platz. Nach der Annektierung von Ostpreußen durch die Sowjetunion wurde der Verein zwangsweise aufgelöst.